# Сибирцев, Николай Михайлович
Николай Михайлович Сибирцев (1 [13] февраля 1860, Архангельск — 20 июля [2] августа 1900, село Воздвиженка Уфимской губернии, ныне — Альшеевский район Республики Башкортостан) — русский геолог и почвовед, один из учеников В. В. Докучаева. Сыграл важную роль в становлении почвоведения, географии почв. С 1892 заведовал первой кафедрой почвоведения в Новоалександрийском институте сельского хозяйства и лесоводства, автор первого учебника по почвоведению, переиздававшегося 4 раза.

## Биография
Сибирцев родился в Архангельске, помор по происхождению.

### Обучение
В 1878 году окончил в Архангельске духовную семинарию.
В 1878—1882 годах обучался на Естественном отделении Физико-математическом факультете Санкт-Петербургского университета. Его научными руководителями его были А. А. Иностранцев и В. В. Докучаев.
По окончании Университета был оставлен для подготовки к профессорскому званию.
В 1882—1886 принимал участие в Нижегородской экспедиции под руководством В. В. Докучаева.

### Научная деятельность
В 1885—1892 Н. М. Сибирцев заведовал созданным им естественноисторическим музеем в Нижнем Новгороде, исследовал почвы Нижегородской, Владимирской, Рязанской и Костромской губерний. В 1892 он участвовал в «Особой экспедиции Лесного департамента по испытанию и учёту различных способов и приёмов лесного и водного хозяйства в степях России», которой руководил Докучаев.
В 1887—1890 был сотрудником Геологического комитета.
В 1895 выходит в свет работа Н. М. Сибирцева «Об основаниях генетической классификации почв», где он подробно разбирает и даёт детальную характеристику классификации почв Докучаева (1886), а также рассматривает идеи Е. Гильгарда и Р. В. Ризоположенского. При этом климатические подходы к генезису почв Е. Гильгарда по мнению Н. М. Сибирцева невыгодно отличаются от пятифакторной модели В. В. Докучаева.
Большое значение имели работы Н. М. Сибирцева по методологии научных работ в области почвоведения — «Программа исследования почв» (1896).
Разрабатывая классификацию почв, Н. М. Сибирцев разделяет их на три отдела (зональных, интразональных и неполных), а в 1897 даёт ей вид таблицы и впервые выделяет подтипы почв (например, для чернозёмов подтипами были тучные, обыкновенные и тёмно-шоколадные). Эта классификация была приведена в статье «Почвы» Энциклопедического словаря Брокгауза и Ефрона и в дальнейшем легла в основу современных классификаций.
В 1898 Н. М. Сибирцев издал «Схематическую почвенную карту Европейской России» с масштабом 240 вёрст в 1 дюйме, которая стала первой картой, составленной с позиций генетического почвоведения. В 1901, уже после смерти Сибирцева, вышла в свет новая редакция карты В. В. Докучаева с его участием.

### Преподавательская деятельность

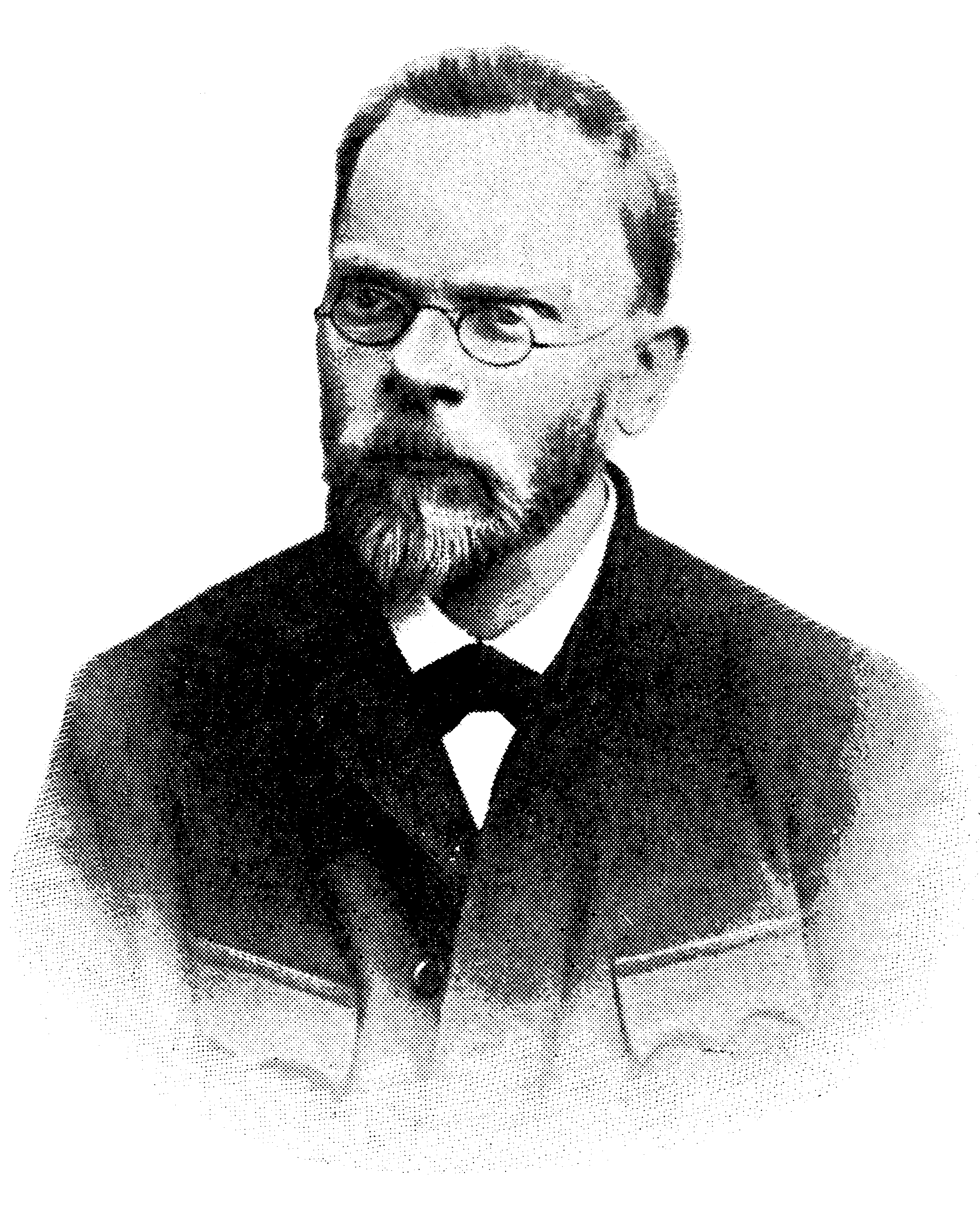
Н. М. Сибирцев в 1899 г.

В 1892 году Докучаев становится директором Новоалександрийского института сельского хозяйства и лесоводства, а в 1894 он организует в его составе первую в России кафедру почвоведения, на должность заведующего которой он приглашает Профессора Н. М. Сибирцева.
Из стен Новой Александрии в годы работы там Сибирцева вышли такие почвоведы как Н. А. Димо, И. А. Шульга, А. М. Панков, Г. М. Тумин, А. И. Набоких, Н. И. Прохоров, Д. П. Гедеванишвили, Т. П. Гордеев.
В 1899 году большим событием в истории почвоведения стало издание Н. М. Сибирцевым курса лекций, который стал первым университетским учебником по научному почвоведению.
Николай Михайлович Сибирцев скончался 20 июля [2] августа 1900 в Уфимской губернии, ныне — село Воздвиженка Альшеевский район Республики Башкортостан) — где он лечился кумысом от чахотки.

## Семья
- Отец Сибирцев, Михаил Иванович (1822—1912) — Преподаватель естествознания в семинарии.
- Старший брат Сибирцев, Иустин Михайлович (1853—1932) — Историк, археограф, палеограф.
- Брат Сибирцев, Евгений Михайлович (1873—1901) — ботаник, почвовед[8]
- Брат Константин — богослов, преподаватель Архангельской духовной семинарии.
- Брат Александр — словесник, директор реального училища на Кавказе.

## Членство в организациях
- 1883 — Санкт-Петербургское общество естествоиспытателей.
- 1888 — Санкт-Петербургское минералогическое общество[9]
- 1891 — Геологический комитет

## Память
- В Музее землеведения МГУ (на 25 этаже Главного здания) установлен бюст Н. М. Сибирцева[10].
- Сибирцевские чтения по вопросам почвоведения в г. Архангельск[11]

В честь Н. М. Сибирцева был назван:
- Pleurotomaria sibirtzewi Yakovlev, 1899 — ископаемый вид брюхоногих моллюсков, нижняя пермь европейской части России[12];
- С 1984 по 1991 годы — Банковский переулок г. Архангельск носил имя братьев Сибирцевых, ученых, уроженцев Архангельска: почвоведа Николая Сибирцева (1860—1900) и историка Иустина Сибирцева[13]
- В 2020 году Аксеновскому агропромышленному колледжу присвоено имя русского геолога и почвоведа[14].
- гора Сибирцева на острове Кунашир (название присвоено в 1946 году)[15].

## Библиография

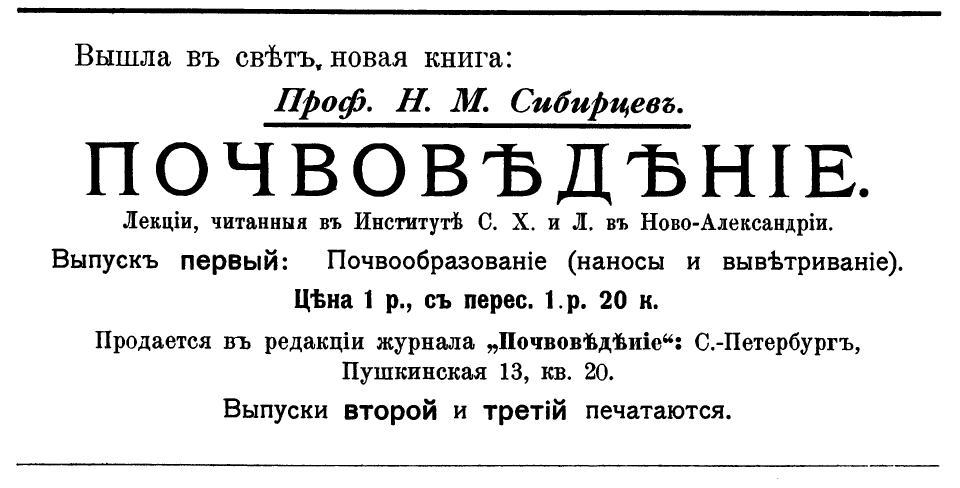
Реклама учебника, 1900